# De astronoom
De astronoom is een schilderij uit 1668 van de Hollandse meester Johannes Vermeer. Het schilderij vormt een pendant met het latere werk De geograaf waarop eveneens een wetenschapper aan het werk wordt afgebeeld. De astronoom is in het bezit van het Louvre in Parijs.

## Beschrijving
Het schilderij toont een man die een hemelglobe van Jodocus Hondius uit 1600 bestudeert. Op de werktafel ligt de Institutiones Astronomicae et Geographicae van Adriaan Metius (1621) opengeslagen op Boek III. Metius adviseert de onderzoeker in dat hoofdstuk om behalve op mechanische instrumenten en kennis van geometrie ook op inspiratie door God te vertrouwen. Aan de muur hangt een schilderij dat de vondst van Mozes afbeeldt. Deze profeet stond symbool voor de kennis van astronomie en geografie doordat hij alle kennis van het oude Egypte had verworven en het Joodse volk uit Egypte leidde.
Mogelijk is de afgebeelde man in beide stukken Antoni van Leeuwenhoek, stad- en leeftijdgenoot van Vermeer. Twintig jaar later portretteerde de Delftse schilder Jan Verkolje deze wetenschapper in een vergelijkbare pose als in De geograaf. De gelaatstrekken komen eveneens deels overeen. Sluitend bewijs voor deze aanname is echter niet te geven.

## Geschiedenis

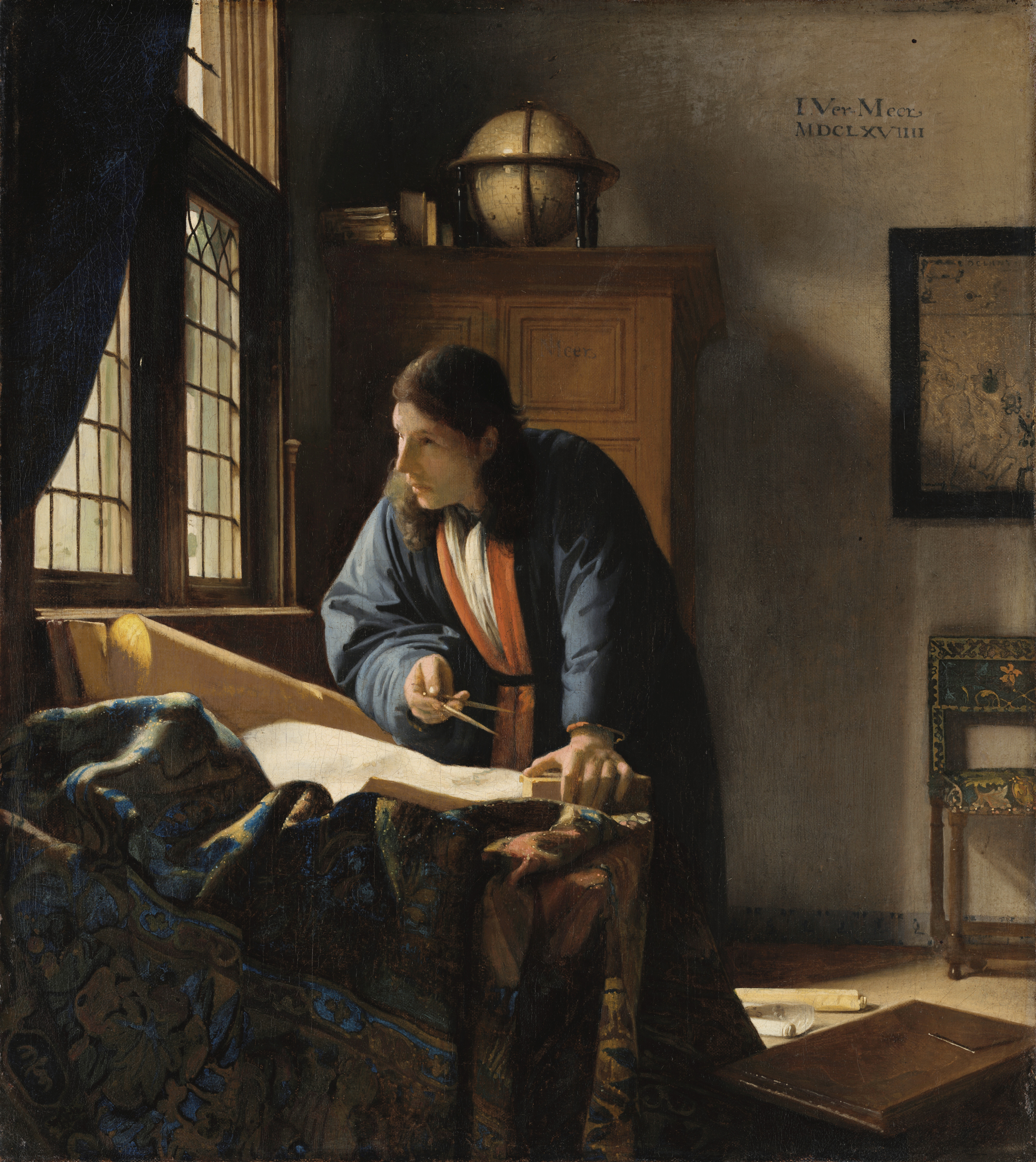
De geograaf

De pendanten De astronoom en De geograaf zijn hoogstwaarschijnlijk in opdracht vervaardigd. Het zijn de enige schilderijen van Vermeer waarop een alleenstaande man is afgebeeld. In 1713 werden beide stukken geveild door de Rotterdamse regent Adriaen Paets, mogelijk de opdrachtgever. Op de veilingstukken staan ze beschreven als een stuk verbeeldende een Mathematis Konstenaar, door vander Meer en een ditto door denzelven. Na enkele malen doorverkocht te zijn in de achttiende eeuw was de Amsterdammer Jan Danser Nijman de laatste die beide werken in zijn bezit had. Jan Gildemeester Jansz. verwierf De astronoom in 1797.
Tussen 1881 en 1888 kwam De astronoom in het bezit van de familie Rothschild. In 1940 confisqueerde Einsatzstab Reichsleiter Rosenberg, een organisatie die voor de nazi's kunst roofde in de bezette gebieden, het schilderij in Parijs. Na de oorlog werd het doek teruggegeven aan de familie. In 1983 verwierf de Franse staat het schilderij als vergoeding van te betalen successierechten.
Sindsdien hangt het in het Louvre.
- Koninklijk Instituut voor het Kunstpatrimonium: 40006625
- Bibliothèque nationale de France: cb13506146g (data)
- Gemeinsame Normdatei: 4563935-8
- Joconde: 00000059245
- Library of Congress Control Number: no99078106
- RKDimages: 209002
- Virtual International Authority File: 175620360

Diana en haar nimfen · Christus in het huis van Martha en Maria · De koppelaarster · Slapend meisje · Brieflezend meisje bij het venster · Het straatje · De soldaat en het lachende meisje · Het melkmeisje · Het glas wijn · Dame en twee heren · Onderbreking van de muziek · Gezicht op Delft · De muziekles · Brieflezende vrouw in het blauw · Vrouw met weegschaal · Vrouw met waterkan · De luitspeelster · Vrouw met parelsnoer · Schrijvende vrouw in het geel · Meisje met de rode hoed · Meisje met de parel · Het concert · Allegorie op de schilderkunst · Meisjeskopje · Dame en dienstbode · De astronoom · De geograaf · De kantwerkster · De liefdesbrief · De gitaarspeelster · Schrijvende vrouw met dienstbode · Allegorie op het geloof · Staande virginaalspeelster · Zittende virginaalspeelster
Omstreden toeschrijvingen: Sint Praxedis · Zittende vrouw aan het virginaal · Meisje met de fluit